# Jang Se-hong
Jang Se-hong   (Corea del Nord, 23 d'octubre de 1953) és un lluitador nord-coreà, ja retirat, especialista en lluita lliure, que va competir durant les dècades de 1970 i 1980.
El 1980 va prendre part en els Jocs Olímpics d'Estiu de Moscou, on guanyà la medalla de plata en la competició del pes mini mosca del programa lluita lliure.
En el seu palmarès també destaca una medalla de plata als Jocs Asiàtics de 1978.